# Homo luzonensis
El hombre del Callao (Homo luzonensis) se refiere a los restos fosilizados descubiertos por Armand Salvador Mijares en la cueva del Callao, Peñablanca (Cagayán, Filipinas) en 2007. Específicamente, el hallazgo consistió en un metatarsiano de solo 61 mm que, cuando se fechó resultó ser de al menos sesenta y siete mil años de edad aproximadamente. Se habría originado antes de los cuarenta y siete mil años de antigüedad de los restos del hombre de Tabón, para convertirse en los primeros restos humanos conocidos en las Filipinas, y uno de los restos humanos más antiguos en la región del Pacífico de Asia. El hombre del Callao tenía probablemente menos de 120 cm de altura. En una primera etapa de la investigación, los científicos hipotetizaron que el pueblo aeta, los habitantes actuales de las montañas de Luzón, podrían ser descendientes del hombre del Callao.
En 2010, el hueso metatarsiano descubierto (MT3 derecho, hueso del pie que conecta el tobillo con el dedo medio del pie derecho) se había identificado como procedente de una especie de género Homo, pero la clasificación exacta de la especie era incierta. Se había especulado que el hombre de Callao pudiese ser Homo sapiens, o también Homo floresiensis, por lo que se requería de más cantidad de material e investigación para precisar la clasificación.
Finalmente, gracias a más excavaciones realizadas en la cueva del Callao, desde 2007 se lograron encontrar trece restos (principalmente dientes, huesos de los dedos de la mano y del pie y parte de un fémur), lo que permitió que finalmente sea descrito formalmente como una nueva especie: Homo luzonensis, el 10 de abril de 2019.
Se desconocen algunas de sus características, como la forma del rostro y la altura, ya que no se ha encontrado ningún cráneo y el fémur que se encontró está roto.

## Descripción

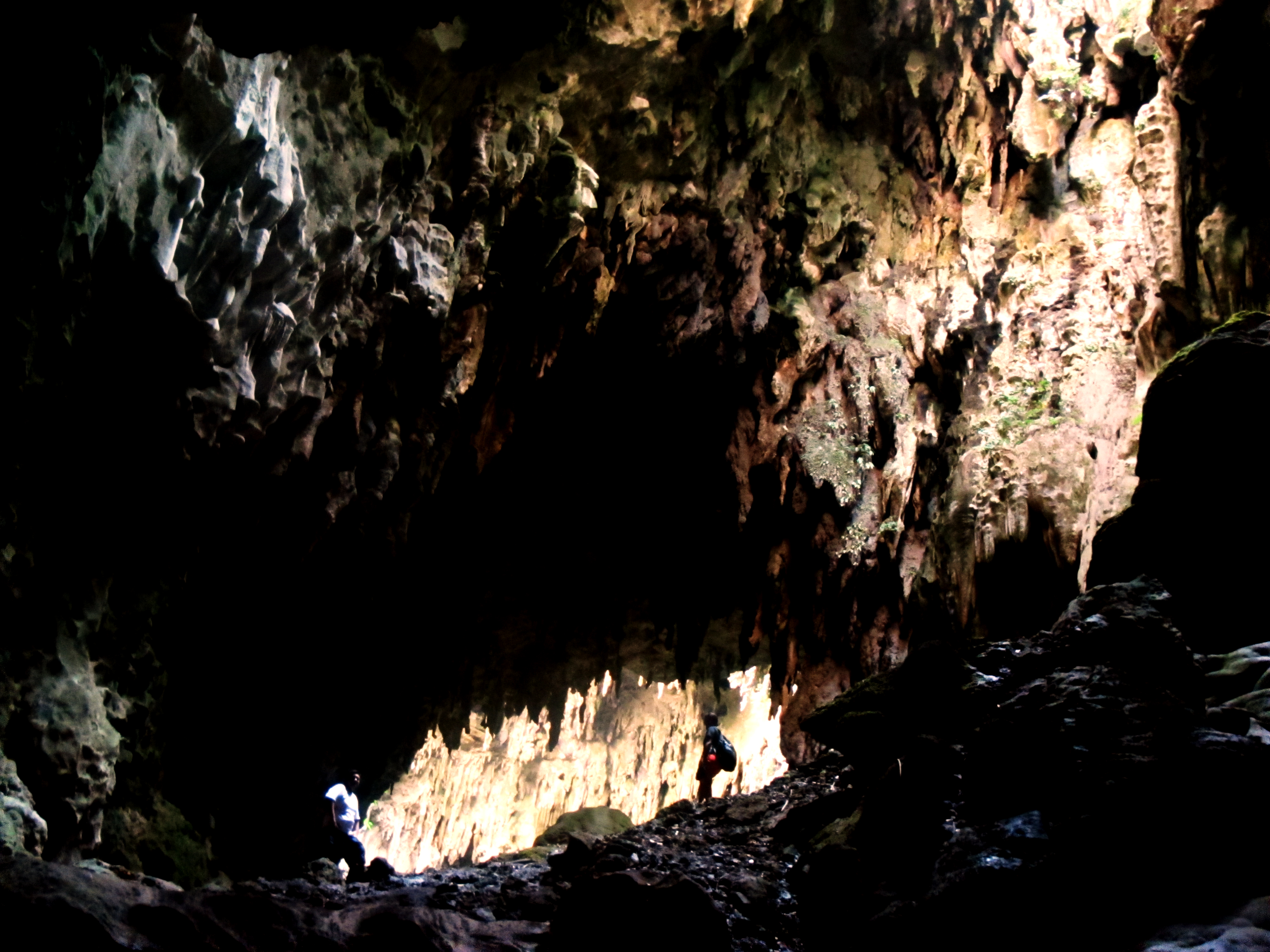
La cueva del Callao en Filipinas donde se descubrieron los fósiles.

Aunque la teoría inicial de la migración humana a Filipinas propuso el uso de puentes de tierra durante la última edad de hielo, las modernas lecturas batimétricas del estrecho de Mindoro y el pasaje de Sibutu sugieren que no habría estado completamente cerrado. Por lo tanto, la teoría en la actualidad es que el Hombre de Callao y sus contemporáneos en Luzón llegaron de Sondalandia en balsa.
También se encontraron en la misma capa de sedimento restos de animales descuartizados, lo que indica que el Hombre de Callao tenía un cierto grado de conocimiento en el uso de herramientas, aunque no se encontraron herramientas de piedra. Los huesos de los animales eran de ciervos (Rusa marianna), cerdos y un bóvido extinto.
Sus características principales son:
- Sus dientes (dos premolares y tres molares), son pequeños y parecidos a los de un humano actual o al H. floresiensis.
- Los huesos de sus manos y pies son más parecidos a los de los australopitecos.
- Los huesos de los dedos de los pies y manos curvados sugieren que la especie podría haber estado adaptada para trepar a los árboles.[13]
- Habría desaparecido hace cincuenta mil años, cuando el Homo sapiens llegó a Asia.